# (300209) 2006 WT151
(300209) 2006 WT151 es un asteroide perteneciente al cinturón de asteroides, región del sistema solar que se encuentra entre las órbitas de Marte y Júpiter, descubierto el 21 de noviembre de 2006 por el equipo del Mount Lemmon Survey desde el Observatorio del Monte Lemmon, Arizona, Estados Unidos.

## Designación y nombre
Designado provisionalmente como 2006 WT151. 

## Características orbitales
2006 WT151 está situado a una distancia media del Sol de 3,069 ua, pudiendo alejarse hasta 3,861 ua y acercarse hasta 2,276 ua. Su excentricidad es 0,258 y la inclinación orbital 16,88 grados. Emplea 1964,07 días en completar una órbita alrededor del Sol.

## Características físicas
La magnitud absoluta de 2006 WT151 es 15,4. 